# Alghabass Ag Intalla
Alghabass Ag Intalla es un político tuareg maliense . 

## Biografía
Alghabass Ag Intalla es el hijo de Intalla Ag Attaher, el amenokal de los Touareg ifoghas. Tiene dos hermanos mayores   : Mohamed y Attayoub.
Antes del comienzo del conflicto en el norte de Malí en 2012, Alghabass Ag Intalla era miembro de la Asamblea Nacional por Kidal  . Cuando estalló el conflicto, se unió por primera vez al MNLA, pero rápidamente se unió a Ansar Dine. Posteriormente afirma estar luchando para establecer la ley de la sharia en el norte de Mali. Se convirtió en la cara política de Ansar Dine y representó al movimiento islamista durante las negociaciones que se celebraron en Uagadugú, Burkina Faso, a finales de 2012  . Pero en enero de 2013 pocos días después del inicio de la Operación Serval, Alghabass se separó y fundó el Movimiento Islámico de Azawad (MIA), del cual se convirtió en secretario general. El 19 de mayo de 2013 anunció la disolución de su movimiento y su concentración ante el Consejo Superior para la Unidad de Azawad (HCUA), fundado por su hermano, Mohamed Ag Intalla.
A principios de julio de 2014, Alghabass Ag Intalla se convirtió en el secretario general del Alto Consejo para la Unidad del Azawad (HCUA) y lidera una delegación de 30 personas del Movimiento Nacional para la Liberación del Azawad, del Movimiento Árabe del Azawat y del Alto Consejo durante las negociaciones en Argel.
Tras la muerte el 18 de diciembre de 2014 de su padre, Intalla Ag Attaher, Alghabass se planteó la posibilidad de sucederlo como amenokal de los Ifoghas. Pero antes de morir, Intalla Ag Attaher le da preferencia a su otro hijo. El consejo de jefes de fracciones sigue su opinión y designa a Mohamed Ag Intalla como amenokal. Alghabass fue considerado "muy activo y dinámico"  pero su pasado yihadista podría haber jugado contra él.
El 16 de diciembre de 1016 sucedió a Bilal Ag Acherif al frente de la presidencia de la Coordinación de Movimientos del Azawad (CMA). Los secretarios generales de los tres grupos de la CMA alternan por períodos de varios meses la presidencia de la CMA. 
En octubre de 2019 solicitó  la fusión en una sola entidad de los diferentes grupos de la CMA.